# Mautodontha
Mautodontha es un género de molusco gasterópodo de la familia Charopidae en el orden de los Stylommatophora.

## Especies
Las especies de este género son:
- Mautodontha acuticosta
- Mautodontha boraborensis
- Mautodontha ceuthma
- Mautodontha consimilis
- Mautodontha consobrina
- Mautodontha maupiensis
- Mautodontha parvidens
- Mautodontha punctiperforata
- Mautodontha saintjohni
- Mautodontha subtilis
- Mautodontha unilamellata
- Mautodontha zebrina